# Spinibarbus sinensis
Spinibarbus sinensis là một loài cá thuộc họ Cyprinidae trong bộ Cypriniformes.
Loài cá này sinh sống ở khu vực nước ngọt. Đây là loài bản địa Trung Quốc. Chiều dài tối đa 47 cm, cân nặng tối đa 25 kg..